# Instituto Geográfico Nacional "Tommy Guardia"
El Instituto Geográfico Nacional "Tommy Guardia" es la agencia cartográfica nacional de Panamá. El instituto se encarga de realizar actividades en geografía, cartografía y ciencias afines para proveer información de utilidad en los proyectos de desarrollo socioeconómico del país. Su sede está en la Ciudad de Panamá.
Los antecedentes del instituto se remontan a 1946, con la creación de la Sección de Cartografía, la cual estaba adscrita al Ministerio de Obras Públicas. En 1954, pasó a llamarse Dirección de Cartografía. Volvió a cambiar de nombre en 1967 pasándose a llamar Instituto Cartográfico Tommy Guardia (homenaje a Tomás Guardia hijo, primer director de la Dirección de Cartografía en 1954), adoptando en 1969 el nombre actual. En 2010 el instituto quedó adscrito a la Autoridad Nacional de Administración de Tierras (ANATI).